# Goran Bunjevčević
Goran Bunjevčević (în sârbă Горан Буњевчевић, pronunțat [ɡǒran buɲêʋtʃeʋitɕ]; n. 17 februarie 1973 - d. 28 iunie 2018) a fost un fotbalist sârb care a jucat pe postul de fudnaș în Serbia, Anglia și Olanda.

## Cariera

#### Tottenham Hotspur
Bunjevčević a ajuns la Tottenham Hotspur în mai 2001 de la Steaua Roșie Belgrad pentru o sumă de transfer raportată de 5 milioane de lire sterline. El și-a făcut debutul în Premier League pe 18 august împotriva lui Aston Villa într-o remiză de 0-0. În sezonul 2001-2002, Tottenham a jucat cu Chelsea în campionat, iar Bunjevčević a suferit o accidentare la pomete care l-a scos din echipă până în decembrie.
Jucând doar în meciurile din Cupa Ligii, în timpul sezonului 2004-2005 a marcat singurele sale goluri (două) pentru club (în victoria din deplasare scor 6-0 cu Oldham Athletic la 22 septembrie, și golul prin care a egalat la trei în victoria cu 4-3 împotriva lui Bolton Wanderers pe 29 octombrie, meci care a intrat în prelungiri). Pe 26 mai 2006 și-a reziliat contractul după cinci ani pe White Hart Lane și a jucat în total 58 de meciuri în toate competițiile.

#### ADO Den Haag
După ce Tottenham i-a reziliat contractul, Bunjevčević a ajuns la ADO Den Haag din Olanda. A jucat la club pentru un sezon înainte de a se retrage.

### Cariera internațională
Bunjevčević a făcut parte din lotul Iugoslaviei la UEFA Euro 2000, dar nu a jucat în niciun meci. În total, a strâns șaptesprezece selecții între 1998 și 2003 pentru echipa națională.

## Cariera administrativă
La începutul lunii martie 2008 a fost numit ca director sportiv al Stelei Roșii din Belgrad, în locul lui Stevan Stojanović. Bunjevčević a colaborat în această funcție cu președintele clubului, Toplica Spasojević. La 2 septembrie 2008, Bunjevčević a părăsit-o pe Steaua Roșie Belgrad împreună cu președintele clubului, Spasojević.
În 2011 a devenit președinte al FK Zemun.
În mai 2016, Bunjevčević a fost ales într-un consiliu executiv al Asociației de Fotbal din Serbia, sub un nou președinte, Slaviša Kokeza.
A devenit directorul sportiv al asociației, gestionând printre altele numirea antrenorului echipei naționale.

## Viața personală
Fratele său mai mic, Mirko, a fost, de asemenea, fotbalist.

## Moartea
La 20 mai 2018, Bunjevčević a suferit un anevrism urmat de un accident vascular cerebral și a trebuit să sufere o intervenție chirurgicală de urgență. În timpul în care a fost internat, echipa națională a Serbiei  de la Campionatul Mondial a învins-o pe Costa Rica cu 1-0, iar căpitanul echipei și singurul marcator Aleksandar Kolarov i-a dedicat lui Bunjevčević golul și victoria. La 28 iunie 2018, Bunjevčević a murit la vârsta de 45 de ani după ce a stat timp de mai mult de o lună într-o comă.

## Legături
- Goran Bunjevčević la reprezentacija.rs
- FootballDatabase - Goran Bunjevčević